# Ranchera
La ranchera (en espagnol : canción ranchera) est une forme de composition musicale traditionnelle mexicaine, qui est principalement popularisée, au niveau international, par le mariachi et par le cinéma mexicain, à partir des années 1930.
Le terme « ranchero/ranchera » désigne d'abord une personne qui est propriétaire d'une ferme (ou ranch) ou y vit et qui y exerce son activité professionnelle. La canción ranchera désigne à la fois les chansons que l'on chante ou chantait dans l'univers culturel propre aux paysans et celles qui évoquent cet univers ou ses valeurs. Portée par le succès populaire du mariachi, elle est devenue emblématique de la culture mexicaine et une composante du patrimoine immatériel de l'humanité. Au Mexique, ce sens du mot est passé dans le langage populaire comme dans l'expression « No cantar mal las rancheras » (ne pas être un manche).
Le répertoire de la ranchera n'est pas l'apanage des orchestres de mariachis, il fait partie de celui de la Musique régionale mexicaine, et peut être interprété aussi bien par des ensembles de Conjunto norteño, des orchestres de type banda, des groupes et des artistes de folk, de variétés ou de musiques urbaines contemporains.
Certaines rancheras, enfin, et même si elles se rattachent toujours à la tradition mexicaine, n'ont pas été créées au Mexique, mais aux États-Unis, notamment Tragos de amargo licor qui est l'une parmi les plus célèbres.

## Caractéristiques et aspects
Le terme ranchera désigne à la fois une tradition, une tradition inventée propre au nationalisme mexicain, un type de composition musicale chantée, une étiquette commerciale que l'on a utilisée pour décrire brièvement des pièces de musique enregistrée, et plusieurs tempos caractéristiques de la canción ranchera.
L'existence d'une tradition et d'un répertoire propres aux milieux paysans est attestée, notamment, dans la vallée du Río Grande dès le milieu du XIXe siècle. Et il est facile de retrouver, au hasards des récits de voyageurs, des témoignages de ces traditions de musique rurale dans d'autres régions du Mexique, comme près de Veracruz en 1852. Les chansons mélodramatiques voire machistes, expriment la passion, la fureur, la sensualité et l'agonie des rancheros (les travailleurs des ranchs).
Certaines rancheras ont pu porter des revendications sociales ou politiques, mais cet aspect n'est pas le plus apparent du genre,,.

## Histoire
Ses origines remontent au XIXe siècle, mais il s'est développé dans le théâtre nationaliste de la période post-révolutionnaire de 1910 et est devenu l'icône de l'expression populaire du Mexique, symbole du pays, qui a été diffusé avec grand succès par plusieurs Les pays d'Amérique latine plus précisément grâce au cinéma mexicain des années 1930 aux années 1970. L'un des films les plus importants est Allá en el Rancho Grande, une production sortie en 1936 du réalisateur Fernando de Fuentes ; qui est réalisé par Tito Guízar et Esther Fernández considéré comme le film qui marque le début de l'ère du cinéma industriel mexicain.
Les rancheras deviennent l'un des genres les plus représentatifs de la musique mexicaine (qui a divers styles régionaux), évoluant de la scène locale et paysanne à la conquête internationale.  Les gouvernements nationalistes issus de la Révolution en sont dès les années 1930 une des icônes de la mexicanité, à l'instar du charro et de la China poblana. La musique ranchera contribue à définir les traditions culturelles et reste une source de fierté nationale pour beaucoup aujourd'hui. En 1950, la musique ranchera était devenue le genre musical le plus populaire au Mexique. La popularité de ces films a non seulement contribué à diffuser la musique ranchera, mais aussi la présence de mariachis, qui ont fait des rancheras l'un des éléments caractéristiques de leur répertoire. L'interprète de mariachi reste une figure reconnaissable dans le monde entier en tant que symbole de l'héritage mexicain.

## Interprètes

### Masculins
Les figures de proue masculines de la ranchera sont Jorge Negrete, Pedro Infante, José Alfredo Jiménez ou Javier Solís pendant les années 1940 et 1950 ; l'interprète contemporain Vicente Fernández est considéré comme l'héritier le plus significatif de cette musique.
- Alejandro Fernández
- Antonio Aguilar
- Carín León
- Carlos Rivera
- Cornelio Reyna
- Cuco Sanchez
- David Zaizar
- Demetrio González
- Felipe Arriaga
- Francisco Avitia « El Charro »
- Javier Solís
- Joan Sebastian
- Jorge Negrete
- José Alfredo Jiménez
- Juan Gabriel
- Juan Valentin
- Juan Mendoza « El Tariácuri »
- Juan Zaizar
- Lorenzo Barcelata
- Lorenzo Negrete
- Luis Aguilar
- Luis Miguel
- Luis Pérez Meza
- Manuel López Ochoa
- Miguel Aceves Mejía
- Pedro Fernández
- Pedro Infante
- Pepe Aguilar
- Ramón Ayala
- Tito Guízar
- Vicente Fernández

### Féminines
De nombreuses artistes féminines ont également interprété les rancheras, parmi lesquelles se distinguent Lola Beltrán, Lucha Villa (es), Amalia Mendoza (es), Lucha Reyes, Guadalupe Pineda (es), Aida Cuevas, etc. (cf. infra). Lola Beltrán est considérée comme la « reine de la chanson ranchera » et María de Lourdes est « l'ambassadrice de la chanson ranchera », car les femmes mexicaines se sont distinguées pour avoir apporté la musique ranchera dans des pays comme la Russie, les Pays-Bas, l'Indonésie, entre autres endroits où l'espagnol n'est pas parlé.
- Aida Cuevas
- Amalia Mendoza « La Tariácuri »
- Ana Gabriel
- Ángeles Ochoa
- Ángela Aguilar
- Beatriz Adriana
- Chavela Vargas
- Chayito Valdez
- Chelo
- Chelo Silva
- Dalia Inés
- Dora María
- Enriqueta Jiménez « La Prieta Linda »
- Flor Silvestre
- Guadalupe Pineda
- Irma Dorantes
- Irma Serrano « La Tigresa »
- Irma Vila
- Helenita Vargas «La ronca de oro»
- Jenni Rivera
- Lola Beltrán
- Lucero
- Lucha Moreno
- Lucha Reyes
- Lucha Villa
- Manolita Arriola
- Marcela Rubiales
- María de los Ángeles Loya « La Consentida »
- María de los Ángeles Muñoz « La Panchita »
- María de Lourdes
- María Dolores Pradera
- María Elena Sandoval
- María Félix
- Matilde Sánchez « La Torcacita »
- Mercedes Castro
- Rocío Dúrcal
- Rosa de Castilla
- Rosenda Bernal
- Rosita Arenas
- Rosita Quintana
- Shaila Dúrcal
- Yolanda del Río

### Groupes et duos
- Duo América
- Duo Caleta
- Duo Las Palomas
- Duo Misería
- Duo Río Bravo
- Las Hermanas Huerta
- Las Hermana Padilla
- Las Jilguerillas
- Los Dos Oros
- Los Hermanos Zaizar
- Trio Los Calaveras
- Trio Tariácuri

## Chansons connues
- Adiós Mariquita Linda (1925; Marco Antonio Jiménez; SACM id : Q92761184)
- Corazon Corazon (? ; auteur : José Alfredo Jiménez; interprètes : Aida Cuevas, etc.)
- Cielito lindo (1882 - auteur : Quirino Mendoza y Cortés, interprètes :  Pedro Infante, Pavarotti, Carín León, etc.)
- El Rey (José Alfredo Jiménez, ISWC : T-035.026.715-0)
- Busca Otra Amor (José Torres Jr. Interprètes : Los Madrugadores Del Valle, Santiago Jimenez Jr., Los Alegres de Terán, Antonio Aguilar).
- Cruz De Olvido (? ; auteur : ? ; interprètes : Luis Miguel, etc.)
- De Un Rancho a Otro (paroles : Chucho Nila, interprètes : Vicente Fernández)
- En Las Cantinas
- Noches Eternas
- Por Tu Maldito Amor (? ; auteur : Federico Méndez Tejeda, interprètes : Vicente Fernández, etc.)
- Por Un Amor
- Por Una Mujer Casada (? ; auteur : Felipe Valdez Leal;  interprètes : Julio Preciado, Banda El Recodo de Cruz Lizárraga, Carlos Sarabia, Antonio Aguilar, Pepe Aguilar, Los Tigres del Norte, Los Cadetes de Linares, Los Alegres de Terán, Eliseo Robles, Los Invasores de Nuevo Leon, Charro Avitia, Los Texmaniacs, Lorenzo de Monteclaro, Lucha Villa, Dwayne Verheyden, Little Joe y La Familia, Ana Gabriel, 'El Mimoso' Luis Antonio Lopez, Los Madrugadores, Flaco Jimenez, Valentin Elizalde, David Záizar (es), etc.)
- Tú, sólo tú (1949 ; auteur : Felipe Valdez Leal ; interprètes : Miguel Aceves Mejía, Pedro Infante, Luis Pérez Meza, Rosita Quintana, Selena, etc.)
- Un Puño de Tierra (? ; auteur : Carlos Gonzalez Garcia ; interprètes : Frederico Villa, Antonio Aguilar, Pepe Aguilar, Ramón Ayala, Alejandro Fernández, Las Fenix, Flaco Jimenez, Bernabe Melendrez, Valentin Elizalde, Jenni Rivera, 'El Mimoso' Luis Antonio Lopez,  Carlos Sarabia, Cristian Nodal, Elíseo Robles, etc.)
- Volver Volver (? ; auteur : Fernando Z. Maldonado ; interprètes : Vicente Fernández, Shaila Dúrcal, Ana Gabriel, Lucero, Manu Chao, Angela Aguilar, Nana Mouskouri, Linda Ronstadt, Banda MS de Sergio Lizárraga, Pedro Infante, Los Lobos, Pedro Vargas, The Mavericks, Alejandro Fernández, Los Huayra, Chavela Vargas, Ray Coniff, etc.)
- De Que Manera Te Olvido (? ; auteur : ? ; interprètes : Luis Miguel, etc.)
- El son de la negra [1929; auteur : Traditionnel; interprètes : Los Trovadores Tamaulipecos, Mariachi Tapatío de Jesús Marmolejo, Blas Galindo, etc.)
- Cielo Rojo (? ; auteur : Juan Zaizar et David Zaizar, interprètes : Luis Miguel, etc.)
- El Jinete
- Malagueña salerosa (1947 ; auteur : Elpidio Ramírez et Pedro Galindo Galarza; interprètes : Carlos Rivera, etc.)
- La Ley del Monte (?, auteur : José Ángel Espinoza, interprètes : Vicente Fernández).
- El Hijo del Pueblo (? ; auteur : José Alfredo Jiménez, interprètes : Vicente Fernández, etc.)